# 黄河石林
黄河石林国家地质公园是位于中国甘肃省白银市景泰县境内的一处景区。公園面积约50平方千米，其中古石林群10平方公里。是国家AAAA级旅游景区，2004年1月批准為国家地质公园。

## 地貌
地处黄土高原和腾格里沙漠过渡带。中北部的米家山，松山，南部的虎南山、宋家梁山均属祁连山系余脉。区内最高峰为大峁槐顶，海拔3017.8米，最低点为黄河谷地，海拔1480米。黄河自东南曲折流入，沟谷切割较深，多呈V型或箱型谷。
该景区的古石林群形成于210万年前的积砂砾岩层，由于新构造运动，雨水侵蚀和重力崩塌，形成石林奇峰耸立景觀，石柱、石笋大多在（80—100）米之间，最高可达二百米，因而吸引外景拍摄，包括《天下粮仓》、《西部热土》、《汗血宝马》、《惊天传奇》、《大漠敦煌》。

## 氣候、意外
2021年5月22日，景区發生黄河石林百公里越野赛事故，因极端低温，172名參賽者之中21死8傷，死亡率12%。